# Petrovo Krasnosillia
Petrovo Krasnosillia (en ukrainien : Петрово-Красносілля, en russe : Петро́во-Красноселье, Petrovo Krasnoselie, simplement Petrovske), est une ville de l'oblast de Louhansk, en Ukraine. Sa population s'élevait à 13 260 habitants en 2013. Depuis 2014, Petrovo Krasnosillia est contrôlée par la république populaire de Lougansk.

## Géographie
Petrovo Krasnosillia se trouve à 45 km au sud-ouest de Louhansk, en Ukraine.

## Administration
La ville de Petrovo Krasnosillia fait partie de la municipalité de Khroustalny qui comprend également les villes de Khroustalny (Krasny Loutch), Mioussynsk et Bokovo Khroustalne (Vakhrouchevo), ainsi que huit communes urbaines et onze villages.

## Histoire
L'histoire de la ville remonte aux années 1770. Elle est connue en 1790 sous le nom de Petrovo Krasnoselie. Son développement est associé à l'ouverture d'une usine chimique. Le 17 novembre 1895, le tsar Nicolas II approuve la fondation de la « Société franco-russe ». En mars 1896, la société anonyme commence la construction de l'usine. Un an plus tard, sous le nom d' « Usine de produits chimiques et d'explosifs de Chterovski » (en russe : Штеровский завод химических продуктов и взрывчатых веществ) la production démarre ainsi que la construction d'un village ouvrier qui reçoit le nom de « village de l'usine d'explosifs de Chterovski » en 1920. En 1935, le village est renommé en « village de l'usine Chterovski du nom de Petrovski », d'après le révolutionnaire ukrainien Grigori Petrovski.
Petrovo Krasnoselie devient une commune urbaine en 1938. Au début de la Seconde Guerre mondiale, en 1941, l'usine chimique est évacuée vers l'est, à Solikamsk et Sterlitamak, dans le kraï de Perm. Le 2 septembre 1943, Petrovo Krasnoselie et la gare Petrovenki sont libérées de l'occupant. Le 3 janvier 1944, le gouvernement soviétique décide de restaurer l'entreprise au même endroit. À la fin de la guerre, l'usine fabrique des charges pour les fameux lance-roquettes en rafale Katioucha.
En 1959, la commune reçoit le nouveau nom officiel de Petrovskoïe et obtient sous ce nom le statut de ville en 1963.
Depuis 2014, Petrovo Krasnosillia est contrôlée par la république populaire de Lougansk et non plus par les autorités ukrainiennes. Ces dernières redonnent son nom historique à la ville en 2016.

## Population
| 1939   | 1959    | 1970    | 1979    | 1989    |
| ------ | ------- | ------- | ------- | ------- |
| 9 000* | 11 639* | 18 695* | 17 678* | 16 664* |

| 2001    | 2010   | 2011   | 2012   | 2013   |
| ------- | ------ | ------ | ------ | ------ |
| 15 478* | 13 658 | 13 500 | 13 391 | 13 260 |